# Южная Африка времён апартеида
Южная Африка времён апартеида (африк. Suid-Afrika tydens apartheid; англ. South Africa during apartheid; нидерл. Zuid-Afrika tijdens de apartheid); официальные названия: Южно-Африканский Союз (1948—1961) (африк. Unie van Suid-Afrika; англ. Union of South Africa; нидерл. Unie van Zuid-Afrika), Южно-Африканская Республика (1961—1994) (африк. Republiek van Suid-Afrika; англ. Republic of South Africa; нидерл. Republiek van Zuid-Afrika) — государство на юге Африки, в котором существовала официальная политика апартеида, подразумевающая расовую сегрегацию и дискриминацию коренного чернокожего населения в пользу белого меньшинства.   
С 1960 года, после Шарпевильского расстрела, власти многих государств стали критиковать режим апартеида в Южной Африке. В 1962 году Генеральная Ассамблея ООН призвала государства-члены ООН прервать все отношения с ЮАР. В 1963 году Совет Безопасности ООН призвал к прекращению продажи ЮАР вооружений. В 1977 году эмбарго на продажу вооружений ЮАР стало обязательным.
ЮАР оказывалась во всё большей международной изоляции. При этом она была вовлечена в вооружённые конфликты в регионе. В самой ЮАР происходила как ненасильственная, так и вооружённая борьба против режима апартеида. В 1994 году, после длительных протестов и санкций, режим апартеида был ликвидирован, и страна перешла к демократическому правлению.

## История

### Приход к власти Национальной партии (1948)
Политика апартеида началась после выборов 1948 года, когда Национальная партия (НП) во главе с Даниэлем Франсуа Маланом пришла к власти. Несмотря на меньшинство голосов, благодаря системе распределения мест в парламенте партия сформировала правительство. НП объявила курс на апартеид — систему законов, направленных на полное разделение рас.

### Законы апартеида (1948—1960)

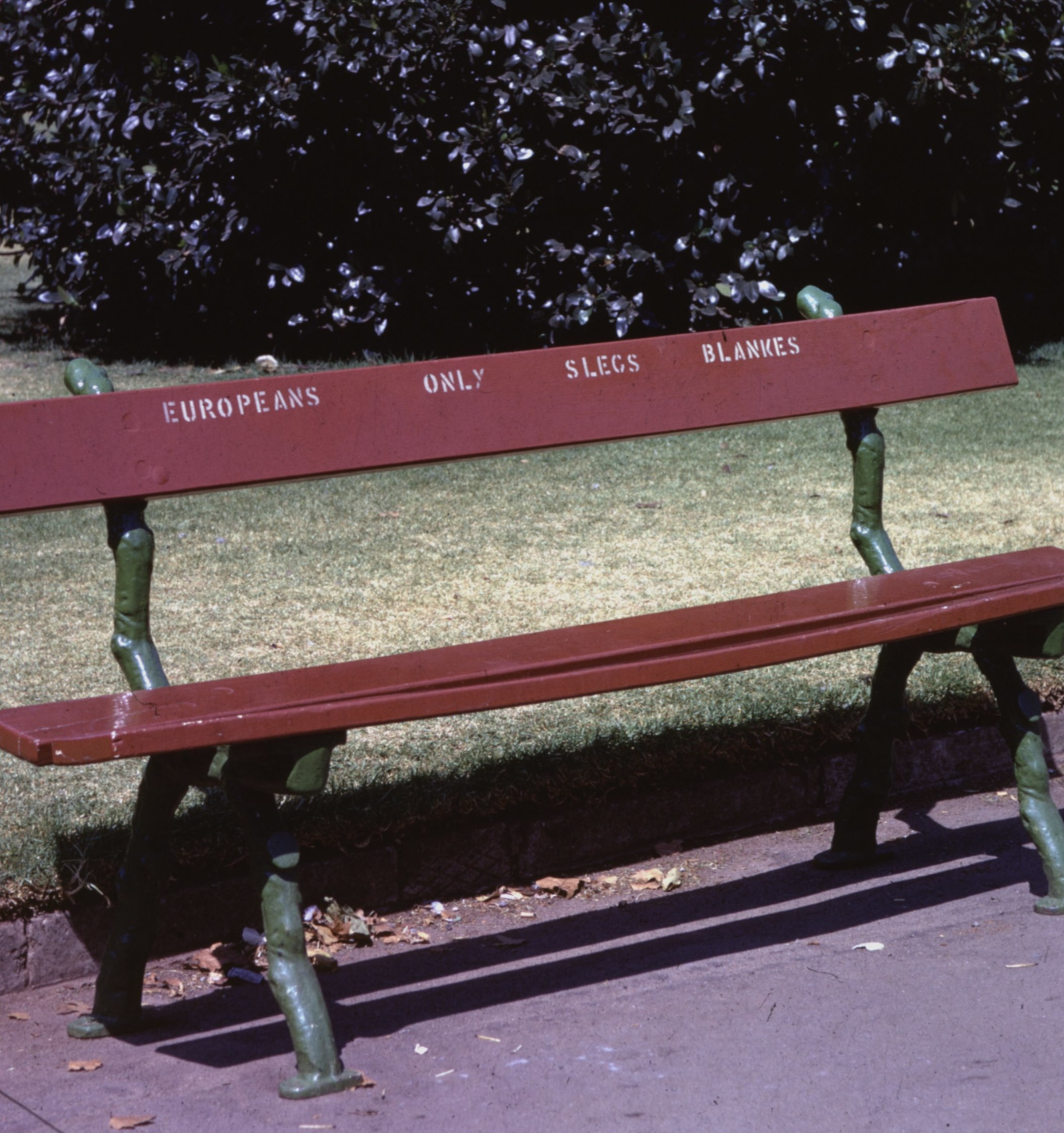
Скамейка в парке в Йоханнесбурге «только для европейцев», начало 1970-х годов

В течение 1950-х годов правительство приняло ключевые законы, закрепившие расовую сегрегацию:
- Закон о регистрации населения (1950) — определял расовую принадлежность каждого гражданина.
- Закон о запрете смешанных браков (1949)
- Закон о нравственности (1950) — запрещали браки и сексуальные отношения между расами.
- Закон о групповых районах (1950) — насильственное расселение по расовому признаку.
- Закон о борьбе с коммунизмом (1950) — использовался для подавления политической оппозиции, включая Африканский национальный конгресс (АНК).

Чернокожие южноафриканцы были лишены политических прав, их вынуждали переселяться в специальные территории («бантустаны»), а белому меньшинству предоставлялись экономические и политические привилегии.

### Рост сопротивления и репрессий (1960—1976)

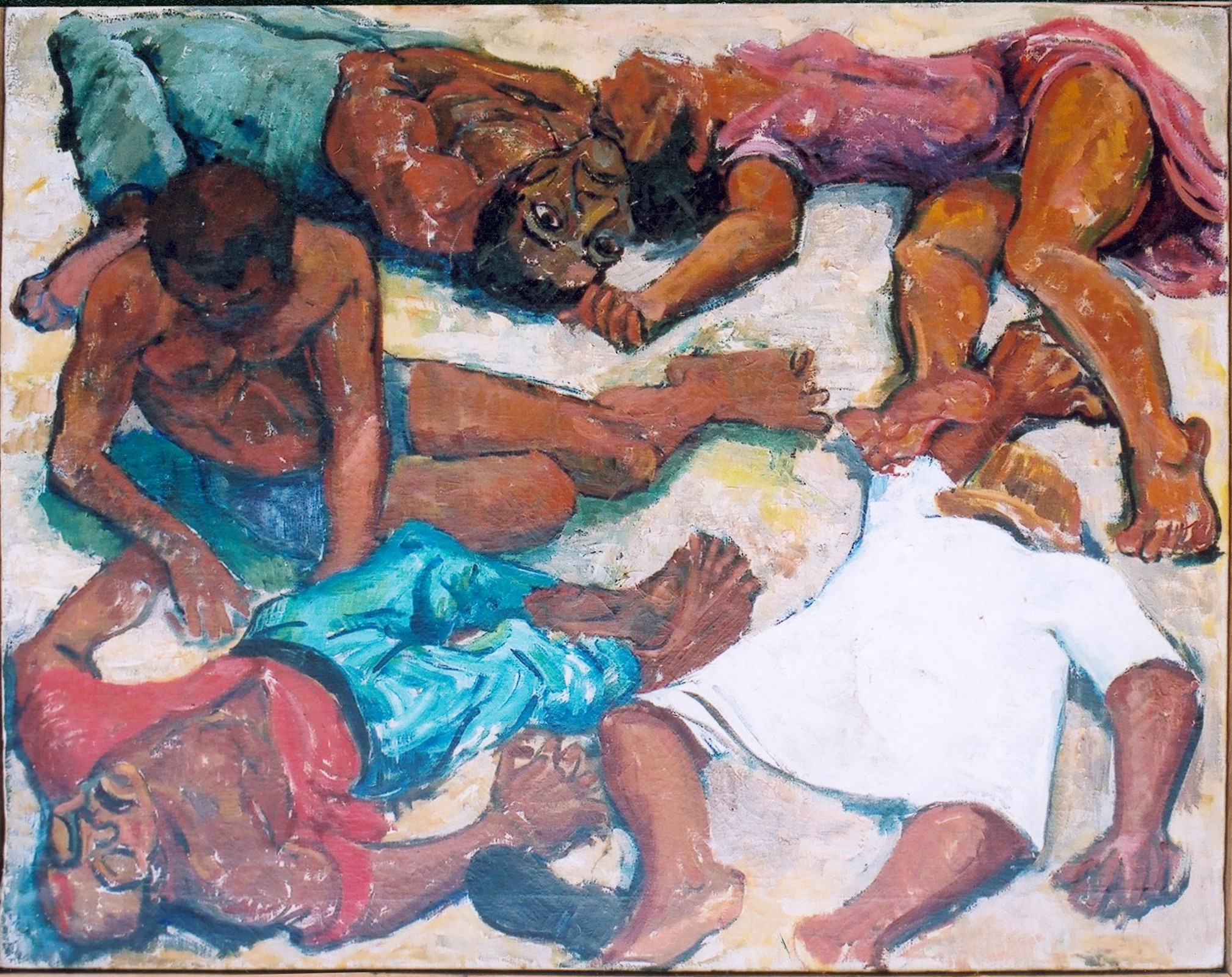
«Шарпевильский расстрел», картина Годфри Рубенса

В 1960 году произошла бойня в Шарпевиле, где полиция расстреляла демонстрацию против «паспортных законов», убив 69 человек. После последовавших за этим массовых протестов чернокожего населения правительство запретило Африканский национальный конгресс (АНК) и Панафриканский конгресс (ПАК), многие лидеры движения были арестованы или вынуждены уйти в подполье.
В 1961 году страна вышла из Британского Содружества и провозгласила себя республикой. Началась партизанская борьба АНК и его военного крыла «Умконто ве сизве», организованного Нельсоном Манделой. В 1964 году Мандела и другие лидеры АНК были арестованы и приговорены к пожизненному заключению.

### ЮАР и войны в Африке (1976—1989)

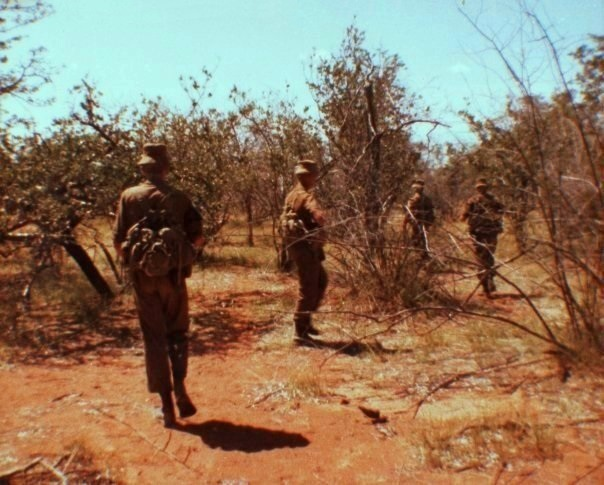
Южноафриканские солдаты во время рейла в Анголу, 1980-е годы

12 июня 1966 года Генеральная Ассамблея ООН признала осуществление опеки Южно-Африканской Республикой Юго-Западной Африки ненадлежащим и прекратило её, присвоив подопечной территории новое название — Намибия (по пустыне Намиб). Южно-Африканская Республика проигнорировала решения ООН и продолжала осуществлять оккупацию Намибии и управление ею наравне с другими провинциями ЮАР. В 1971 году Международный суд ООН объявил незаконным контроль Южноафриканской Республики над этим районом.  С 1966 года Народная организация Юго-Западной Африки (СВАПО) начала борьбу за независимость от ЮАР. Базы СВАПО размещались на территории Анголы и Замбии, а поддержку им оказывал СССР.
ЮАР также активно вмешивалась в начавшуюся в 1975 году гражданскую войну в Анголе, где поддерживала повстанческое дивжение УНИТА, боровшееся против поддерживаемого СССР и Кубой правительства страны, контролируемого движением МПЛА.

## Государственное устройство
Страна была парламентской республикой (до 1984 года), в которой власть принадлежала белому меньшинству. Национальная партия проводила политику апартеида через законодательные акты. Президент был главой государства, а парламент состоял из Палаты собрания и Сената (до 1981 года), представлявших в основном белое население. В 1984 году должность премьер-министра была упразднена, а государство стало президентской республикой.

## Внешняя политика и международная изоляция

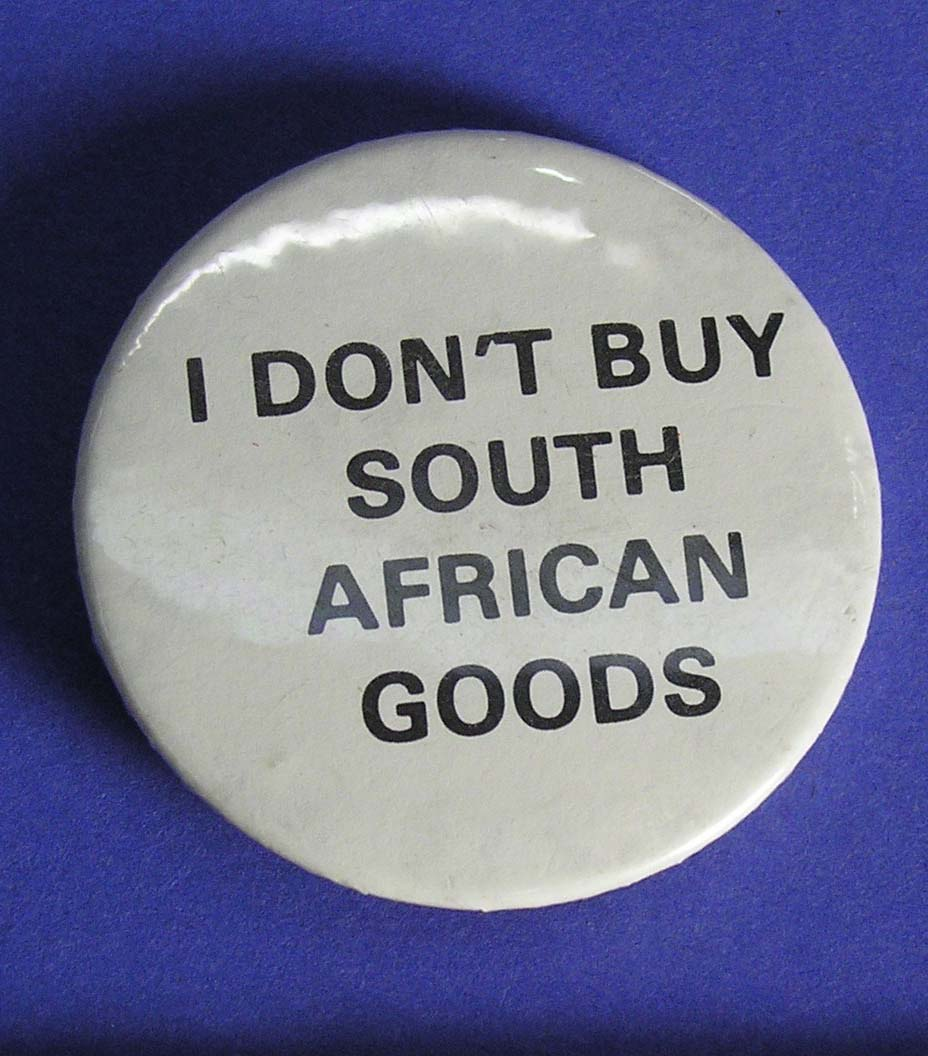
Значок «Я не покупаю южноафриканских товаров», 1980-е годы

В 1960-х ЮАР стала международным изгоем: ООН осудила апартеид, многие страны ввели санкции. В 1976 году восстание в Соуэто против обязательного обучения на африкаанс привело к массовым протестам и ужесточению репрессий. ЮАР оказалась под давлением санкций со стороны ООН, США и Европы.
В 1980-х США и Европа усилили давление. Однако ЮАР сохраняла связи с Израилем, Тайванем, Чили и некоторыми антикоммунистическими режимами.

## Административное деление
В этот период страна делилась на 4 провинции: Капскую, Натал, Оранжевое свободное государство и Трансвааль. Старое деление отражало историческое развитие государственности в Южной Африке; к тому же, Южная Африка изначально и была союзом этих четырёх территорий.
| Название | Столица                      | Герб | Площадь, км² | Население, чел. (1991) |
| --- | ---------------------------- | ---- | ------------ | ---------------------- |
| Провинция мыса Доброй Надежды Provinsie van die Kaap die Goeie Hoop The Cape of Good Hope Province                                                                                       | Капстад                      |      | 717 414      | 6 125 335              |
| Наталь Provinsie van Natal Province of Natal | Питермарицбург               |      | 91 610       | 2 430 753              |
| Оранжевое свободное государство Provinsie van die Oranje-Vrystaat Province of the Orange Free State                                                                                      | Блумфонтейн                  |      | 129 152      | 2 193 062              |
| Трансвааль Provinsie van Transvaal Province of Transvaal | Претория                     |      | 287 996      | 9 491 265              |
| ЮАР (в целом) | Претория Капстад Блумфонтейн |      | 1 220 813    | 30 986 919             |
| \| Административное деление Южно-Африканской Республики Провинция мыса Доброй Надежды Трансвааль Оранжевое свободное · государство Наталь Претория Капстад Блумфонтейн Питермарицбург \| |                              |      |              |                        |
| Административное деление Южно-Африканской Республики Провинция мыса Доброй Надежды Трансвааль Оранжевое свободное · государство Наталь Претория Капстад Блумфонтейн Питермарицбург       |                              |      |              |                        |

## Вооружённые силы
Южно-Африканские силы обороны (SADF) вели войны в Анголе и Намибии против марксистских движений, а также подавляли внутренние протесты. Вооружённые силы были хорошо оснащены, несмотря на эмбарго.

## Ядерная программа
Южно-Африканская Республика разрабатывала ядерное оружие с 1970-х годов в условиях международной изоляции. Программа была запущена при поддержке Израиля и частично Франции. Основной целью было сдерживание возможного советского вмешательства в южноафриканский регион, особенно в Анголе, где ЮАР вела боевые действия против поддерживаемых СССР и Кубой сил.
В 1979 году, вероятно, состоялось испытание ядерного устройства в южной части Атлантического океана (инцидент Вела), однако ЮАР и Израиль отрицали свою причастность. К 1980-м годам ЮАР обладала шестью боеголовками, способными к размещению на ракетах или самолётах.
В 1990 году, после начала реформ и окончания холодной войны, правительство Фредерика де Клерка свернуло программу. К 1993 году все боеголовки были разобраны, и ЮАР стала первой страной в мире, добровольно отказавшейся от разработанного ядерного оружия.

## Кризис системы апартеида
В 1980-х годах власти попытались реформировать систему — в 1984 году был создан трёхпалатный парламент, формальное право политического голоса предоставлялось, помимо европеоидов, отныне и потомкам смешанных браков и переселенцев из Индии. Тем не менее, представители негроидной расы («банту») по-прежнему были исключены из политической жизни страны.
Протесты продолжались, усиливалось международное давление на ЮАР.

## Падение апартеида

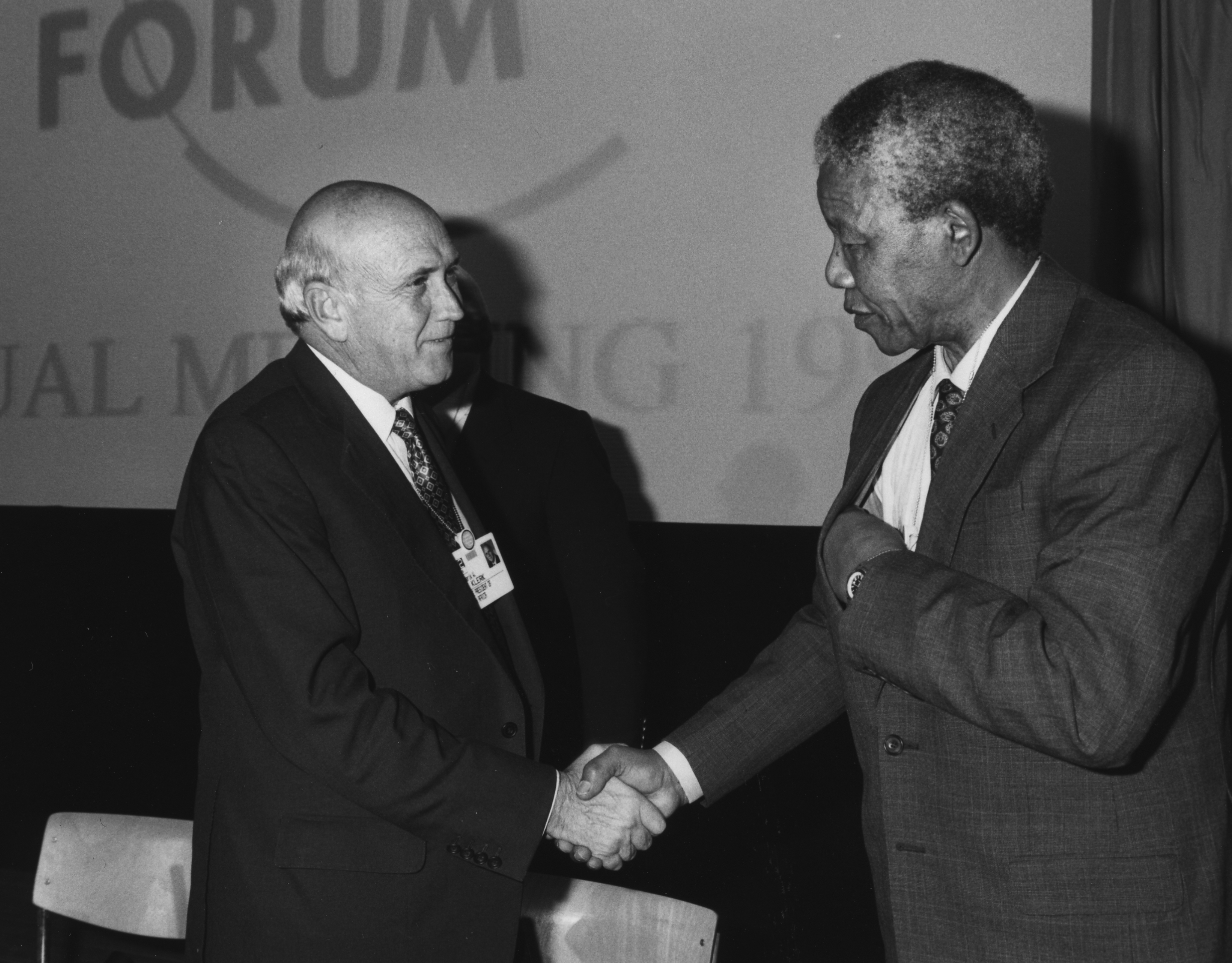
Нельсон Мандела и Фредерик де Клерк, 1992 год

В конце 1980-х годов страна столкнулась с экономическим кризисом и ростом внутреннего сопротивления. В 1989 году президентом стал Фредерик де Клерк, начавший реформы. В 1990 году АНК был легализован, Нельсон Мандела освобождён.
В 1992 году прошёл референдум среди белых граждан, поддержавших демонтаж системы. В 1994 году состоялись первые всеобщие выборы, на которых победил АНК, а Мандела стал первым чернокожим президентом ЮАР. Апартеид официально завершился.